# Whiting Brothers
Whiting Brothers era um grupo de postos de gasolina fundado em 1926 e sediada em St. Johns e Holbrook, Arizona. No seu auge, operava mais de uma centena de estações de serviço (incluindo pelo menos quarenta na antiga U.S. Route 66), quinze motéis e várias paragens de camiões sob um slogan de "gasolina de qualidade por menos".
O negócio começou a declinar nos anos 70 devido à escassez de combustível e a uma queda do tráfego nas suas localizações no sistema de auto-estradas dos Estados Unidos, uma vez que estas estradas eram contornadas por auto-estradas interestaduais. Estações em locais ainda viáveis foram vendidas individualmente na década de 1980, enquanto muitos locais em estradas há muito contornadas foram simplesmente abandonados.
Algumas das estações vagas com a marca original Whiting Brothers ainda permanecem, visíveis mas abandonadas, em longos troços contornados da US Route 66.

## História
A sinalética e os outdoors distintivos dos Irmãos Whiting, vermelhos-amarelos, datam de 1926, ano em que a Rota 66 dos EUA foi designada através do região Sudoeste dos Estados Unidos. O pai dos quatro irmãos Whiting era dono de um depósito de madeira, deixando a família bem colocada para construir pequenas e simples estações a baixo custo com uma ou duas bombas e um cartaz de dois metros de altura à beira da estrada em vários pontos da então nova auto-estrada.
A primeira estação de Whiting foi na National Old Trails Highway em St. Johns, Arizona. Como o pedaço da Old Trails Highway que servia St Johns foi contornado pela Estrada 66, os irmãos colocaram a sua primeira estação de abastecimento da Estrada 66 em Holbrook. Com um amplo fornecimento de madeira, a construção continuou sem interrupção através da Grande Depressão, servindo o êxodo dos colonos da década de 1930, em direção a oeste das condições do dust bowl em Oklahoma e Texas. As estações, que não vendiam a crédito mas precificavam o seu combustível a alguns cêntimos mais barato do que as grandes cadeias, emitiram um cartão de desconto que reduziu o preço de um galão em mais um ou dois cêntimos. A cadeia ofereceu selos (semelhantes aos selos verdes S&H) para serem colados num folheto, resgatáveis para descontos ou artigos nas suas estações. Um atestado no Verão também recebeu algum gelo gratuito.
O operador de cada estação individual recebia alojamento e pagava uma comissão sobre as vendas. A família Whiting reinvestiu o lucro das estações, que continuou mesmo durante os tempos mais difíceis da economia, para construir estações de combustível e motéis adicionais. Os edifícios estavam tipicamente localizados em terrenos baratos no sistema de auto-estradas dos EUA, na periferia das cidades.

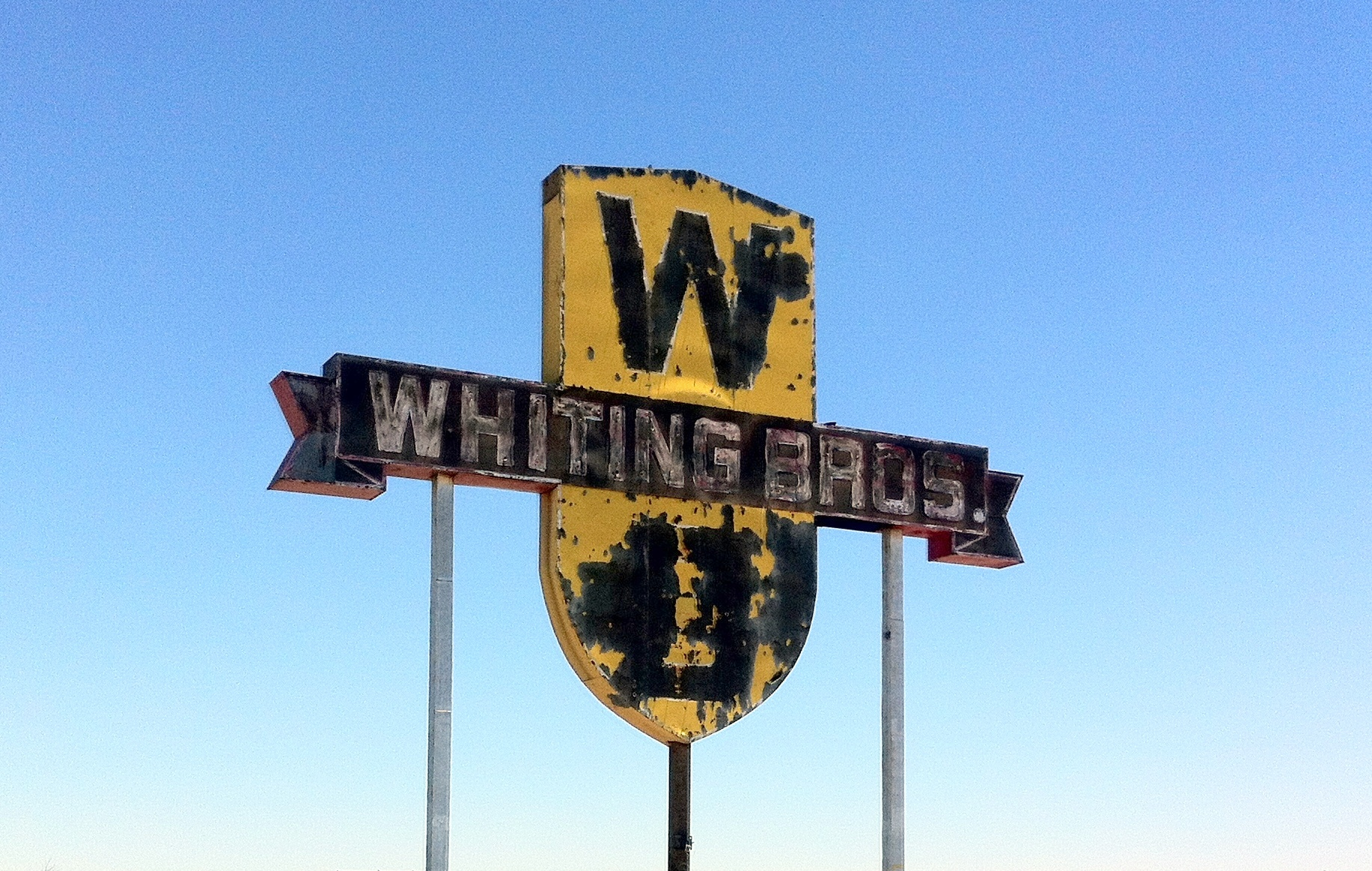
Antigo sinal da Whiting Brothers

A família Whiting gabava-se de "Servir o Ocidente desde 1917", perseguindo diversos interesses comerciais, incluindo madeira, aço, gasolina, gado e bens imobiliários. A família entrou no negócio de exploração florestal do norte do Arizona durante a Segunda Guerra Mundial. Os executivos da Whiting Brothers viajaram pelas estradas, mantendo uma visão em primeira mão do serviço prestado pela sua empresa de viagens. O grupo expandiu-se para o lado oeste para as cidades de Mojave, Lenwood e Barstow, sendo que essas cidades são localizadas na Califórnia e para o lado leste Shamrock do Texas.
A garagem de reparação do Sal Lucero (Sal & Inez's Service Station) em Moriarty, adquirida em 1985, é a última estação ativa a exibir ainda a sinalização original dos Whiting Brothers Uma restauração de dois sinais na estação frequentemente fotografada Route 66, utilizando uma subvenção correspondente do Programa de Preservação do Corredor da Route 66 do National Park Service, foi concluída e o primeiro sinal reacendeu-se em dezembro de 2014.